# Герцог Коннаутский и Стратернский

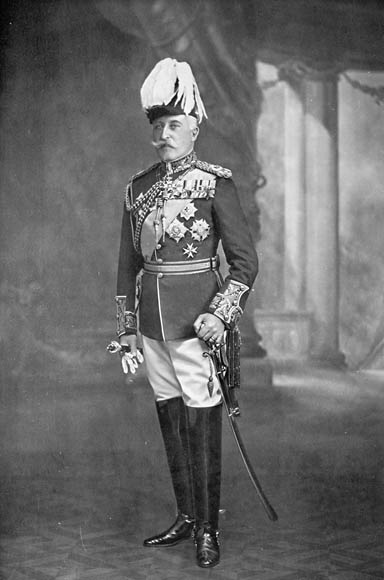
Артур Уильям Патрик, принц Великобритании, 1-й герцог Коннаутский и Стратернский

Герцог Коннаутский и Стратернский (англ. Duke of Connaught and Strathearn) — аристократический титул в системе Пэрства Соединённого королевства (1874—1943).

## История
Герцогский титул был создан 24 мая 1874 года королевой Великобритании Викторией для своего третьего сына, принца Артура Уильяма Патрика (1850—1942). Вместе с герцогским титулом ему также был предоставлен вспомогательный титул — граф Сассекс.
По традиции, члены королевской семьи получали титулы, связанные с Англией, Шотландией, Ирландией и Уэльсом, четырьмя государствами, которые составляли Соединённое королевство Великобритании и Ирландии. Титул герцога Коннаутского и Стратернского был назван в честь одной из четырех провинций Ирландии, сейчас известной под названием Коннахт. Этот титул должен был присуждаться третьему сыну британского монарха. Первый сын монарха традиционно получал титулы принца Уэльского, герцога Корнуолла (Англия) и Ротсея (Шотландия), а второй сын часто становился герцогом Йоркским.
После выхода Ирландского свободного государства из состава Великобритании в 1922 году, титулы, связанные с Республикой Ирландией, перестали создаваться. Однако титулы, территориально относившиеся к Северной Ирландии, продолжали появляться.
Единственный сын принца Артура, 1-го герцога Коннаутского и Стратернского, принц Артур (1883—1938), генерал-губернатор Южно-Африканского Союза (1920—1924), скончался ещё при жизни своего отца. Поэтому в январе 1942 года, после смерти принца Артура, его титул унаследовал его внук, принц Аластер, 2-й герцог Коннаутский и Стратернский (1914—1943). Принц Аластер не был женат и не имел детей, поэтому после его смерти в апреле 1943 года герцогский титул прервался.
Канадский военный полк, полк Британской Колумбии (англ.) и канадский бронированный полк были названы в честь Артура, 1-го герцога Коннаутского и Стратернского. Кавалерийский полк британской индийской армии и 6-й уланский полк (англ.) также были названы в честь 1-го герцога.

## Герцоги Коннаутские и Стратернские (1874)
- Артур Уильям Патрик, принц Великобритании, 1-й герцог Коннаутский и Стратернский (1 мая 1850 года — 16 января 1942 года), третий сын королевы Великобритании Виктории (1819—1901) и принца-консорта Великобритании Альберта Саксен-Кобург-Готского (1819—1861)
  - Принц Артур Коннаутский и Стратернский (13 января 1883 года — 12 сентября 1938 года), единственный сын Артура, 1-го герцога Коннаутского и Стратернского, и принцессы Луизы Маргариты Прусской (1860—1917)
- Аластер Артур Виндзор, 2-й герцог Коннаутский и Стратернский (9 августа 1914 года — 26 апреля 1943 года), единственный сын принца Артура Коннаутского и Стратернского, и принцессы Александры, герцогини Файф (1891—1959), правнук королевы Виктории.

## Генеалогия
|                                               |                                               |                                               |                                               | Королева Великобритании Виктория (1819–1901)  |                                               |                                              |                                              |                                                  |                                                  |                                                  |                                                  |                                                  |                                                  |  |  |                                                                           |                                                                           |                                                                           |                                                                           |                                                                           |                                                                           |  |  |                                                                                |                                                                                |                                                                                              |                                                                                              |                                                                                              |                                                                                              |                                                                                              |                                                                                              |                                                                     |                                                                     |                                                                     |                                                                     |                                                                     |                                                                     |  |  |  |  |  |  |  |  |  |  |  |  |  |  |  |  |  |  |  |  |
|                                               |                                               |                                               |                                               |                                               |                                               |                                              |                                              |                                                  |                                                  |                                                  |                                                  |                                                  |                                                  |  |  |                                                                           |                                                                           |                                                                           |                                                                           |                                                                           |                                                                           |  |  |                                                                                |                                                                                |                                                                                              |                                                                                              |                                                                                              |                                                                                              |                                                                                              |                                                                                              |                                                                     |                                                                     |                                                                     |                                                                     |                                                                     |                                                                     |  |  |  |  |  |  |  |  |  |  |  |  |  |  |  |  |  |  |  |  |
|                                               |                                               |                                               |                                               |                                               |                                               |                                              |                                              |                                                  |                                                  |                                                  |                                                  |                                                  |                                                  |  |  |                                                                           |                                                                           |                                                                           |                                                                           |                                                                           |                                                                           |  |  |                                                                                |                                                                                |                                                                                              |                                                                                              |                                                                                              |                                                                                              |                                                                                              |                                                                                              |                                                                     |                                                                     |                                                                     |                                                                     |                                                                     |                                                                     |  |  |  |  |  |  |  |  |  |  |  |  |  |  |  |  |  |  |  |  |
|                                               |                                               |                                               |                                               |                                               |                                               |                                              |                                              |                                                  |                                                  |                                                  |                                                  |                                                  |                                                  |  |  |                                                                           |                                                                           |                                                                           |                                                                           |                                                                           |                                                                           |  |  |                                                                                |                                                                                | Герцоги Коннаутские и Стратернские, 1874                                                     |                                                                                              |                                                                                              |                                                                                              |                                                                                              |                                                                                              |                                                                     |                                                                     |                                                                     |                                                                     |                                                                     |                                                                     |  |  |  |  |  |  |  |  |  |  |  |  |  |  |  |  |  |  |  |  |
|                                               |                                               |                                               |                                               | Король Великобритании Эдуард VII (1841–1910)  | Король Великобритании Эдуард VII (1841–1910)  | Король Великобритании Эдуард VII (1841–1910) | Король Великобритании Эдуард VII (1841–1910) | Король Великобритании Эдуард VII (1841–1910)     | Король Великобритании Эдуард VII (1841–1910)     |                                                  |                                                  |                                                  |                                                  |  |  |                                                                           |                                                                           |                                                                           |                                                                           |                                                                           |                                                                           |  |  |                                                                                |                                                                                | Артур Уильям Патрик, принц Великобритании, 1-й герцог Коннаутский и Стратернский (1850–1942) | Артур Уильям Патрик, принц Великобритании, 1-й герцог Коннаутский и Стратернский (1850–1942) | Артур Уильям Патрик, принц Великобритании, 1-й герцог Коннаутский и Стратернский (1850–1942) | Артур Уильям Патрик, принц Великобритании, 1-й герцог Коннаутский и Стратернский (1850–1942) | Артур Уильям Патрик, принц Великобритании, 1-й герцог Коннаутский и Стратернский (1850–1942) | Артур Уильям Патрик, принц Великобритании, 1-й герцог Коннаутский и Стратернский (1850–1942) |                                                                     |                                                                     |                                                                     |                                                                     |                                                                     |                                                                     |  |  |  |  |  |  |  |  |  |  |  |  |  |  |  |  |  |  |  |  |
|                                               |                                               |                                               |                                               | Король Великобритании Эдуард VII (1841–1910)  | Король Великобритании Эдуард VII (1841–1910)  | Король Великобритании Эдуард VII (1841–1910) | Король Великобритании Эдуард VII (1841–1910) | Король Великобритании Эдуард VII (1841–1910)     | Король Великобритании Эдуард VII (1841–1910)     |                                                  |                                                  |                                                  |                                                  |  |  |                                                                           |                                                                           |                                                                           |                                                                           |                                                                           |                                                                           |  |  |                                                                                |                                                                                | Артур Уильям Патрик, принц Великобритании, 1-й герцог Коннаутский и Стратернский (1850–1942) | Артур Уильям Патрик, принц Великобритании, 1-й герцог Коннаутский и Стратернский (1850–1942) | Артур Уильям Патрик, принц Великобритании, 1-й герцог Коннаутский и Стратернский (1850–1942) | Артур Уильям Патрик, принц Великобритании, 1-й герцог Коннаутский и Стратернский (1850–1942) | Артур Уильям Патрик, принц Великобритании, 1-й герцог Коннаутский и Стратернский (1850–1942) | Артур Уильям Патрик, принц Великобритании, 1-й герцог Коннаутский и Стратернский (1850–1942) |                                                                     |                                                                     |                                                                     |                                                                     |                                                                     |                                                                     |  |  |  |  |  |  |  |  |  |  |  |  |  |  |  |  |  |  |  |  |
|                                               |                                               |                                               |                                               |                                               |                                               |                                              |                                              |                                                  |                                                  |                                                  |                                                  |                                                  |                                                  |  |  |                                                                           |                                                                           |                                                                           |                                                                           |                                                                           |                                                                           |  |  |                                                                                |                                                                                |                                                                                              |                                                                                              |                                                                                              |                                                                                              |                                                                                              |                                                                                              |                                                                     |                                                                     |                                                                     |                                                                     |                                                                     |                                                                     |  |  |  |  |  |  |  |  |  |  |  |  |  |  |  |  |  |  |  |  |
|                                               |                                               |                                               |                                               | Король Великобритании Георг V (1865–1936)     | Король Великобритании Георг V (1865–1936)     | Король Великобритании Георг V (1865–1936)    | Король Великобритании Георг V (1865–1936)    | Король Великобритании Георг V (1865–1936)        | Король Великобритании Георг V (1865–1936)        |                                                  |                                                  |                                                  |                                                  |  |  | Луиза, герцогиня Файфская (1867–1931) муж Александр Дафф, 1-й герцог Файф | Луиза, герцогиня Файфская (1867–1931) муж Александр Дафф, 1-й герцог Файф | Луиза, герцогиня Файфская (1867–1931) муж Александр Дафф, 1-й герцог Файф | Луиза, герцогиня Файфская (1867–1931) муж Александр Дафф, 1-й герцог Файф | Луиза, герцогиня Файфская (1867–1931) муж Александр Дафф, 1-й герцог Файф | Луиза, герцогиня Файфская (1867–1931) муж Александр Дафф, 1-й герцог Файф |  |  | Принцесса Маргарита Коннаутская (1882–1920) муж Король Швеции Густав VI Адольф | Принцесса Маргарита Коннаутская (1882–1920) муж Король Швеции Густав VI Адольф | Принцесса Маргарита Коннаутская (1882–1920) муж Король Швеции Густав VI Адольф               | Принцесса Маргарита Коннаутская (1882–1920) муж Король Швеции Густав VI Адольф               | Принцесса Маргарита Коннаутская (1882–1920) муж Король Швеции Густав VI Адольф               | Принцесса Маргарита Коннаутская (1882–1920) муж Король Швеции Густав VI Адольф               |                                                                                              |                                                                                              | Принцесса Патриция Коннаутская (1886–1974) муж Сэр Александр Ремзей | Принцесса Патриция Коннаутская (1886–1974) муж Сэр Александр Ремзей | Принцесса Патриция Коннаутская (1886–1974) муж Сэр Александр Ремзей | Принцесса Патриция Коннаутская (1886–1974) муж Сэр Александр Ремзей | Принцесса Патриция Коннаутская (1886–1974) муж Сэр Александр Ремзей | Принцесса Патриция Коннаутская (1886–1974) муж Сэр Александр Ремзей |  |  |  |  |  |  |  |  |  |  |  |  |  |  |  |  |  |  |  |  |
|                                               |                                               |                                               |                                               | Король Великобритании Георг V (1865–1936)     | Король Великобритании Георг V (1865–1936)     | Король Великобритании Георг V (1865–1936)    | Король Великобритании Георг V (1865–1936)    | Король Великобритании Георг V (1865–1936)        | Король Великобритании Георг V (1865–1936)        |                                                  |                                                  |                                                  |                                                  |  |  | Луиза, герцогиня Файфская (1867–1931) муж Александр Дафф, 1-й герцог Файф | Луиза, герцогиня Файфская (1867–1931) муж Александр Дафф, 1-й герцог Файф | Луиза, герцогиня Файфская (1867–1931) муж Александр Дафф, 1-й герцог Файф | Луиза, герцогиня Файфская (1867–1931) муж Александр Дафф, 1-й герцог Файф | Луиза, герцогиня Файфская (1867–1931) муж Александр Дафф, 1-й герцог Файф | Луиза, герцогиня Файфская (1867–1931) муж Александр Дафф, 1-й герцог Файф |  |  | Принцесса Маргарита Коннаутская (1882–1920) муж Король Швеции Густав VI Адольф | Принцесса Маргарита Коннаутская (1882–1920) муж Король Швеции Густав VI Адольф | Принцесса Маргарита Коннаутская (1882–1920) муж Король Швеции Густав VI Адольф               | Принцесса Маргарита Коннаутская (1882–1920) муж Король Швеции Густав VI Адольф               | Принцесса Маргарита Коннаутская (1882–1920) муж Король Швеции Густав VI Адольф               | Принцесса Маргарита Коннаутская (1882–1920) муж Король Швеции Густав VI Адольф               |                                                                                              |                                                                                              | Принцесса Патриция Коннаутская (1886–1974) муж Сэр Александр Ремзей | Принцесса Патриция Коннаутская (1886–1974) муж Сэр Александр Ремзей | Принцесса Патриция Коннаутская (1886–1974) муж Сэр Александр Ремзей | Принцесса Патриция Коннаутская (1886–1974) муж Сэр Александр Ремзей | Принцесса Патриция Коннаутская (1886–1974) муж Сэр Александр Ремзей | Принцесса Патриция Коннаутская (1886–1974) муж Сэр Александр Ремзей |  |  |  |  |  |  |  |  |  |  |  |  |  |  |  |  |  |  |  |  |
|                                               |                                               |                                               |                                               |                                               |                                               |                                              |                                              |                                                  |                                                  |                                                  |                                                  |                                                  |                                                  |  |  |                                                                           |                                                                           |                                                                           |                                                                           |                                                                           |                                                                           |  |  |                                                                                |                                                                                |                                                                                              |                                                                                              |                                                                                              |                                                                                              |                                                                                              |                                                                                              |                                                                     |                                                                     |                                                                     |                                                                     |                                                                     |                                                                     |  |  |  |  |  |  |  |  |  |  |  |  |  |  |  |  |  |  |  |  |
| Король Великобритании Эдуард VIII (1894–1972) | Король Великобритании Эдуард VIII (1894–1972) | Король Великобритании Эдуард VIII (1894–1972) | Король Великобритании Эдуард VIII (1894–1972) | Король Великобритании Эдуард VIII (1894–1972) | Король Великобритании Эдуард VIII (1894–1972) |                                              |                                              | Король Великобритании Георг VI (1895–1952)       | Король Великобритании Георг VI (1895–1952)       | Король Великобритании Георг VI (1895–1952)       | Король Великобритании Георг VI (1895–1952)       | Король Великобритании Георг VI (1895–1952)       | Король Великобритании Георг VI (1895–1952)       |  |  | Принцесса Александра, 2-й герцогиня Файфская (1891–1959)                  | Принцесса Александра, 2-й герцогиня Файфская (1891–1959)                  | Принцесса Александра, 2-й герцогиня Файфская (1891–1959)                  | Принцесса Александра, 2-й герцогиня Файфская (1891–1959)                  | Принцесса Александра, 2-й герцогиня Файфская (1891–1959)                  | Принцесса Александра, 2-й герцогиня Файфская (1891–1959)                  |  |  |                                                                                |                                                                                |                                                                                              |                                                                                              | Принц Артур Коннаутский (1883–1938)                                                          | Принц Артур Коннаутский (1883–1938)                                                          | Принц Артур Коннаутский (1883–1938)                                                          | Принц Артур Коннаутский (1883–1938)                                                          | Принц Артур Коннаутский (1883–1938)                                 | Принц Артур Коннаутский (1883–1938)                                 |                                                                     |                                                                     |                                                                     |                                                                     |  |  |  |  |  |  |  |  |  |  |  |  |  |  |  |  |  |  |  |  |
| Король Великобритании Эдуард VIII (1894–1972) | Король Великобритании Эдуард VIII (1894–1972) | Король Великобритании Эдуард VIII (1894–1972) | Король Великобритании Эдуард VIII (1894–1972) | Король Великобритании Эдуард VIII (1894–1972) | Король Великобритании Эдуард VIII (1894–1972) |                                              |                                              | Король Великобритании Георг VI (1895–1952)       | Король Великобритании Георг VI (1895–1952)       | Король Великобритании Георг VI (1895–1952)       | Король Великобритании Георг VI (1895–1952)       | Король Великобритании Георг VI (1895–1952)       | Король Великобритании Георг VI (1895–1952)       |  |  | Принцесса Александра, 2-й герцогиня Файфская (1891–1959)                  | Принцесса Александра, 2-й герцогиня Файфская (1891–1959)                  | Принцесса Александра, 2-й герцогиня Файфская (1891–1959)                  | Принцесса Александра, 2-й герцогиня Файфская (1891–1959)                  | Принцесса Александра, 2-й герцогиня Файфская (1891–1959)                  | Принцесса Александра, 2-й герцогиня Файфская (1891–1959)                  |  |  |                                                                                |                                                                                |                                                                                              |                                                                                              | Принц Артур Коннаутский (1883–1938)                                                          | Принц Артур Коннаутский (1883–1938)                                                          | Принц Артур Коннаутский (1883–1938)                                                          | Принц Артур Коннаутский (1883–1938)                                                          | Принц Артур Коннаутский (1883–1938)                                 | Принц Артур Коннаутский (1883–1938)                                 |                                                                     |                                                                     |                                                                     |                                                                     |  |  |  |  |  |  |  |  |  |  |  |  |  |  |  |  |  |  |  |  |
|                                               |                                               |                                               |                                               |                                               |                                               |                                              |                                              |                                                  |                                                  |                                                  |                                                  |                                                  |                                                  |  |  |                                                                           |                                                                           |                                                                           |                                                                           |                                                                           |                                                                           |  |  |                                                                                |                                                                                |                                                                                              |                                                                                              |                                                                                              |                                                                                              |                                                                                              |                                                                                              |                                                                     |                                                                     |                                                                     |                                                                     |                                                                     |                                                                     |  |  |  |  |  |  |  |  |  |  |  |  |  |  |  |  |  |  |  |  |
|                                               |                                               |                                               |                                               |                                               |                                               |                                              |                                              | Королева Великобритании Елизавета II (1926-2022) | Королева Великобритании Елизавета II (1926-2022) | Королева Великобритании Елизавета II (1926-2022) | Королева Великобритании Елизавета II (1926-2022) | Королева Великобритании Елизавета II (1926-2022) | Королева Великобритании Елизавета II (1926-2022) |  |  |                                                                           |                                                                           |                                                                           |                                                                           |                                                                           |                                                                           |  |  |                                                                                |                                                                                | Аластер Артур Виндзор, 2-й герцог Коннаутский и Стратернский (1914–1943)                     | Аластер Артур Виндзор, 2-й герцог Коннаутский и Стратернский (1914–1943)                     | Аластер Артур Виндзор, 2-й герцог Коннаутский и Стратернский (1914–1943)                     | Аластер Артур Виндзор, 2-й герцог Коннаутский и Стратернский (1914–1943)                     | Аластер Артур Виндзор, 2-й герцог Коннаутский и Стратернский (1914–1943)                     | Аластер Артур Виндзор, 2-й герцог Коннаутский и Стратернский (1914–1943)                     |                                                                     |                                                                     |                                                                     |                                                                     |                                                                     |                                                                     |  |  |  |  |  |  |  |  |  |  |  |  |  |  |  |  |  |  |  |  |